# Antoni Więckowski (przemysłowiec)
Antoni Więckowski ps. „Stary” (ur. 13 stycznia 1893 w Warszawie, zm. 15 lutego 1976) – polski przedsiębiorca działający w branży produkcji wyrobów blaszanych, pionier nowoczesnego przemysłu budowy nadwozi samochodowych w Polsce. Kawaler orderu Virtuti Militari V klasy za zorganizowanie produkcji uzbrojenia dla Armii Krajowej.

## Życiorys
Antoni Więckowski był mistrzem ślusarskim. Od wczesnych lat dwudziestych prowadził w Warszawie niewielką wytwórnię gaśnic i chłodnic „Tank” przy ul. Widok 24 i warsztat naprawy samochodów przy ul. Nowogrodzkiej 39. Nawiązane w tym czasie pierwsze kontakty kooperacyjne z Centralnymi Warsztatami Samochodowymi (CWS), Wojskiem Polskim (kupującym gaśnice) a później - Państwowymi Zakładami Lotniczymi (PZL) spowodowały konieczność przeniesienia rosnącej produkcji do obiektu odpowiadającego jej skali. W 1931 Więckowski i Kazimierz Socha uruchomili przy ul. Kamedułów 71 Zakłady Przemysłowe „Bielany” SA, których byli głównymi udziałowcami. W krótkim czasie firma stała się znaczącym zakładem przemysłu pomocniczego dla powstałych z CWS Państwowych Zakładów Inżynierii (PZInż) i powstałej w 1936 wytwórni samochodów Chevrolet koncernu Lilpop, Rau i Loewenstein (LRL) oraz stołecznego przemysłu lotniczego. Fabryka wyspecjalizowała się w wytwarzaniu elementów powstających w wyniku tłoczenia blachy. Produkowała chłodnice i zbiorniki paliwa dla motoryzacji i lotnictwa, elementy karoserii samochodów i motocykli, kompletne nadwozia autobusowe. Jej możliwości jeszcze wzrosły po zainstalowaniu w 1936 drugiej w Polsce prasy mogącej tłoczyć seryjnie wielkogabarytowe płaty nadwozi. Kontynuowano także wytwarzanie gaśnic.
Więckowski dwukrotnie podejmował próby uruchomienia produkcji taniego samochodu osobowego. W 1927 zaproponował swój udział kooperacyjny w przedsięwzięciu produkcji małolitrażowego rodzinnego auta WM, którą chciał zorganizować inż. Władysław Mrajski z CWS. Mimo udanych dwóch prototypów konstrukcji Mrajskiego inicjatywa upadła z powodu wielkiego kryzysu. Kolejną próbę przemysłowiec podjął samodzielnie. Uzyskał państwową koncesję na produkcję samochodów osobowych i w 1937 zlecił grupie inżynierów pracujących w Biurze Studiów PZInż zaprojektowanie oraz skonstruowanie pojazdu nazwanego roboczo AW od własnych inicjałów. W Łomiankach pod Warszawą kupił teren pod nową fabrykę i zabezpieczył kredytowe finansowanie jej budowy. W przededniu II wojny światowej przedprototyp przejechał 40 tys. km w badaniach drogowych, wyprodukowane były części dla kolejnych 6 aut serii prototypowej. Do budowanej fabryki nadchodziło oprzyrządowanie. Rozpoczęcie seryjnej produkcji było planowane na 1941 rok.
Na początku okupacji niemieckiej aktywa przemysłowca zostały skonfiskowane. Oprócz fabryki w Bielanach Więckowski stracił kupiony w 1930 majątek ziemski w miejscowości Mochty-Smok k. Zakroczymia, w którym według pomysłu właściciela mechanizacja pracy wykorzystywała prąd z własnej elektrowni. W okupowanej Warszawie przedsiębiorca otworzył niebawem warsztat ślusarski przy ul. Senatorskiej 33. Działał w konspiracji, w stopniu podporucznika czasu wojny ps. „Stary” w Oddziale IV Kwatermistrzowskim Komendy Głównej AK służył w Kierownictwie Produkcji Uzbrojenia - Grupa „Północ”. Pod przykryciem wznowionej w warsztacie Więckowskiego produkcji gaśnic od połowy 1942 do wybuchu powstania warszawskiego wyprodukowano ok. 400 egzemplarzy wykorzystującego w konstrukcji ich zbiorniki miotacza ognia wzoru K. Produkowano też obudowy min służących do wysadzania torów kolejowych. Za tę działalność został odznaczony Krzyżem Srebrnym Orderu Virtuti Militari. Walczył w powstaniu warszawskim, przeszedł szlak ewakuacji kanałami ze Starego Miasta. Po upadku powstania był jeńcem (numer jeniecki 101805) Stalagu 344 Lamsdorf, następnie w Oflagu II D Gross-Born, po ewakuacji przemarszem - Stalagu X B Sandbostel. Wraz z innymi jeńcami został wyzwolony przez wojska brytyjskie.
Po powrocie z niewoli Więckowski krótko zajmował się na Bielanach karosowaniem podwozi autobusowych, zakłady zostały jednak znacjonalizowane. Przeniósł się z rodziną do Mocht, gdzie utrzymywał się z produkcji rolnej. W październiku 1950 dobrze prosperujące gospodarstwo zostało jednak upaństwowione a sam Więckowski - uwięziony. Wolność odzyskał na fali odwilży gomułkowskiej. Ostatni raz zdarzyło mu się wtedy organizować przedsięwzięcie w branży motoryzacyjnej. Otrzymał w tym czasie od inżynierów z Fabryki Samochodów Osobowych (FSO), znanych mu jeszcze z czasów współpracy z PZInż, propozycję zorganizowania tymczasowej produkcji nadwozia przygotowywanego samochodu Syrena. Było to spowodowane opóźnieniem produkcji tłoczników do pras nadwoziowych, blachy karoserii były kształtowane przez wyklepywanie na tzw. babkach, jak w początkach działalności przedsiębiorcy. Pierwsze 500 egz. Syren od wiosny 1957 do jesieni 1958 zostało wyprodukowane w ten sposób. Wielu przedwojennych pracowników Więckowskiego z Bielan, ściągniętych przez niego do wykonania zamówienia, pozostało zatrudnionych w FSO. Sam Więckowski nie związał się z żerańską fabryką, starał się odzyskać skonfiskowaną własność rolną. W 1957 otrzymał pismo z Wojewódzkiej Rady Narodowej w Warszawie stwierdzające bezprawność nacjonalizacji gospodarstwa w Mochtach. Do końca życia bezskutecznie walczył z administracją państwową o jego faktyczne odzyskanie.

## Rodzina
Miał dwóch synów: Aleksandra (ur. 12 grudnia 1926), działającego w konspiracji w ramach AK pod pseudonimem Olek i pracującego wraz z ojcem w warsztacie mechanicznym, mieszczącym się przy ulicy Senatorskiej, gdzie wspólnie podjęli się tajnej produkcji miotaczy ognia oraz Apoloniusza (ur. 9 lutego 1930), represjonowanego w czasach stalinowskich razem z ojcem.